# Al Nasr-Dubai
Al Nasr-Dubai (código UCI: ANS) es un equipo ciclista profesional emiratí de categoría Continental.

## Clasificaciones UCI
El equipo participa en los circuitos continentales, principalmente en el UCI Asia Tour.

## Palmarés

### Palmarés 2016

#### Circuitos Continentales UCI
| Fechas      | Circuito             | Carreras                          | Ganador                  |
| 4 de marzo  | UCI Africa Tour 2016 | Circuito de Argel                 | Jesús Alberto Rubio      |
| 5 de marzo  | UCI Africa Tour 2016 | 1.ª etapa del Tour de Orán        | Tomas Vaitkus            |
| 6 de marzo  | UCI Africa Tour 2016 | 2.ª etapa del Tour de Orán        | Luca Wackermann          |
| 7 de marzo  | UCI Africa Tour 2016 | 3.ª etapa del Tour de Orán        | Luca Wackermann          |
| 7 de marzo  | UCI Africa Tour 2016 | Tour de Orán                      | Luca Wackermann          |
| 8 de marzo  | UCI Africa Tour 2016 | Gran Premio de Orán               | Tomas Vaitkus            |
| 10 de marzo | UCI Africa Tour 2016 | 1.ª etapa del Tour de Blida       | Luca Wackermann          |
| 11 de marzo | UCI Africa Tour 2016 | 2.ª etapa del Tour de Blida       | Adil Barbari             |
| 12 de marzo | UCI Africa Tour 2016 | 3.ª etapa del Tour de Blida       | Luca Wackermann          |
| 12 de marzo | UCI Africa Tour 2016 | Tour de Blida                     | Luca Wackermann          |
| 13 de marzo | UCI Africa Tour 2016 | 1.ª etapa del Tour de Sétif       | Tomas Vaitkus            |
| 14 de marzo | UCI Africa Tour 2016 | 2.ª etapa del Tour de Sétif       | Essaïd Abelouache        |
| 15 de marzo | UCI Africa Tour 2016 | 3.ª etapa del Tour de Sétif       | Adil Barbari             |
| 16 de marzo | UCI Africa Tour 2016 | 4.ª etapa del Tour de Sétif       | Tomas Vaitkus            |
| 16 de marzo | UCI Africa Tour 2016 | Tour de Sétif                     | Essaïd Abelouache        |
| 17 de marzo | UCI Africa Tour 2016 | Critérium Internacional de Sétif  | Adil Barbari             |
| 19 de marzo | UCI Africa Tour 2016 | 1.ª etapa del Tour de Annaba      | Adil Barbari             |
| 20 de marzo | UCI Africa Tour 2016 | 2.ª etapa del Tour de Annaba      | Luca Wackermann          |
| 21 de marzo | UCI Africa Tour 2016 | 3.ª etapa del Tour de Annaba      | Adil Barbari             |
| 22 de marzo | UCI Africa Tour 2016 | 4.ª etapa del Tour de Annaba      | Essaïd Abelouache        |
| 22 de marzo | UCI Africa Tour 2016 | Tour de Annaba                    | Luca Wackermann          |
| 23 de marzo | UCI Africa Tour 2016 | 1.ª etapa del Tour de Constantino | Adil Barbari             |
| 24 de marzo | UCI Africa Tour 2016 | 2.ª etapa del Tour de Constantino | Jesús Alberto Rubio      |
| 25 de marzo | UCI Africa Tour 2016 | 3.ª etapa del Tour de Constantino | Adil Barbari             |
| 25 de marzo | UCI Africa Tour 2016 | Tour de Constantino               | Tomas Vaitkus            |
| 17 de abril | UCI Europe Tour 2016 | 4.ª etapa del Tour de Mersin      | Essaïd Abelouache        |
| 7 de mayo   | UCI Europe Tour 2016 | 4.ª etapa del Tour de Azerbaiyán  | Luca Wackermann          |
| 21 de mayo  | UCI Africa Tour 2016 | 1.ª etapa de la Vuelta a Túnez    | Yousef Mirza Bani Hammad |

#### Campeonatos nacionales
| Fechas     | Carreras                                      | Ganador                  |
| 1 de abril | Campeonato de Emiratos Árabes en ruta         | Yousef Mirza Bani Hammad |
| 9 de abril | Campeonato de Emiratos Árabes en contrarreloj | Yousef Mirza Bani Hammad |

## Plantilla

### Plantilla 2016
| Nombre                    | Nacimiento | Nacionalidad           | Equipo 2015                          |
| Ammar Abdullah            | 15/09/1993 | Emiratos Árabes Unidos | Neoprofesional                       |
| Essaïd Abelouache         | 20/07/1988 | Marruecos              | Fath Union Sport                     |
| Majid Al Balushi          | 31/05/1987 | Emiratos Árabes Unidos | Neoprofesional                       |
| Ali Al Hassani            | 08/08/1986 | Emiratos Árabes Unidos | Neoprofesional                       |
| Jaber Al Mansoori         | 09/11/1991 | Emiratos Árabes Unidos | Neoprofesional                       |
| Ahmed Al Mansory          | 08/01/1990 | Emiratos Árabes Unidos | Neoprofesional                       |
| Nasser Al Memari          | 25/02/1987 | Emiratos Árabes Unidos | Neoprofesional                       |
| Adil Barbari              | 27/05/1993 | Argelia                | Groupement Sportif Pétrolier Algérie |
| Yousef Mirza Bani Hammad  | 08/10/1988 | Emiratos Árabes Unidos | Neoprofesional                       |
| Khayyam Mohamad           | 25/12/1995 | Emiratos Árabes Unidos | Neoprofesional                       |
| Jesús Alberto Rubio       | 25/01/1992 | España                 | Neo (Caja Rural-Seguros RGA amateur) |
| Mohamad Talal Soudir Shir | 07/06/1996 | Emiratos Árabes Unidos | Neoprofesional                       |
| Tomas Vaitkus             | 04/02/1982 | Lituania               | Rietumu-Delfin                       |
| Luca Wackermann           | 13/03/1992 | Italia                 | Southeast                            |